# 36 pohledů na horu Fudži
36 pohledů na horu Fudži (japonsky: 富嶽三十六景; Fugaku Sandžúrokkei) je série barevných dřevotisků žánru ukijo-e z roku 1832 od japonského malíře Hokusaie Kacušiky (1760–1849). Tématem všech tisků je hora Fudži zobrazená v různých ročních dobách, za různého počasí, z různých úhlů a vzdáleností. Po vydání původní série 36 deskotisků autor uveřejnil ještě dodatečných 10, takže celá série má 46 obrazů.

## Přehled tisků
| #       | Obrázek                                                                           | Název                                                                            | Japonský název                                                |
| ------- | --------------------------------------------------------------------------------- | -------------------------------------------------------------------------------- | ------------------------------------------------------------- |
| 1       | Most Nihonbashi v Edu                                                             | Most Nihonbaši v Edu                                                             | 江戸日本橋 Edo Nihon-baši                                     |
| 2       | Náčrt obchodu Mitsui v Suruga v Edo                                               | Náčrt obchodu Micui v provincii Suruga, Edo                                      | 江都駿河町三井見世略図 Kóto Suruga-čo Micui Miserjakuzu       |
| 3       | Fudži pohleden z průsmyku Mishima                                                 | Sundai, Edo také Fudži pohleden z průsmyku Mishima                               | 東都駿台 Tóto sundai                                          |
| 4       | Chrám Asakusa Hongan-ji ve východním hlavním městě                                | Chrám Asakusa Hongan-dži ve východním hlavním městě (Edo)                        | 東都浅草本願寺 Tóto Asakusa hongan-dži                        |
| 5       | Dřevařský dům v Honjo na Sumidě                                                   | Dřevařský dům v Hondžo na Sumidě                                                 | 本所立川 Hondžo Tatekawa                                      |
| 6       | Pod mostem Mannen ve Fukagawě                                                     | Pod mostem Mannen ve Fukagawě                                                    | 深川万年橋下 Fukagawa Mannen-baši šita                        |
| 7       | Sál Sazai – chrám pěti set Rakanů                                                 | Sál Sazai – chrám pěti set Rakanů                                                | 五百らかん寺さざゐどう Gohjaku-rakandži Sazaidó               |
| 8       | Borovicový háj u Aoyamy                                                           | Borovicový háj u Aojamy                                                          | 青山円座松 Aoyama enza-no-matsu                               |
| 9       | Vodní mlýn v Ondenu                                                               | Vodní mlýn v Ondenu                                                              | 隠田の水車 Onden no suiša                                     |
| 10      | Pod čtvrtí Meguro                                                                 | Pod čtvrtí Meguro                                                                | 下目黒 Šimomeguro                                             |
| 11      | Čajovna v Koishikawě. Ráno po sněžení                                             | Čajovna v Koišikawě. Ráno po sněžení.                                            | 礫川雪の旦 Koišikawa juki no ašita                            |
| 12      | Západ slunce přes most Ryōgoku z břehu řeky Sumida v Onmayagashi                  | Západ slunce přes most Rjógoku z břehu řeky Sumida v Onmajagaši                  | 御厩川岸より両国橋夕陽見 Ommajagaši yori rjógoku-baši júhi mi |
| 13      | Vesnice Sekiya na řece Sumida                                                     | Vesnice Sekija na řece Sumida                                                    | 隅田川関屋の里 Sumidagawa Sekija no sato                      |
| 14      | Senju, provincie Musashi                                                          | Sendžu, provincie Musaši                                                         | 武州千住 Bušú Sendžu                                          |
| 15      | Pleasure District v Senju                                                         | Oblast potěšení v Sendžu                                                         | 従千住花街眺望の不二 Sendžu Hana-mači Jori Čóbó no Fudži      |
| 16      | Ostrov Tsukada v provincii Musashi                                                | Ostrov Cukada v provincii Musaši                                                 | 武陽佃島 Bujó Cukuda-džima                                    |
| 17      | Námořní cesta v provincii Kazusa                                                  | Námořní cesta v provincii Kazusa                                                 | 上総の海路 Kazusa no kairo                                    |
| 18      | Zátoka Noboto                                                                     | Zátoka Noboto                                                                    | 登戸浦 Noboto-ura                                             |
| 19      | Ushibori v provincii Hitachi                                                      | Ušibori v provincii Hitači                                                       | 常州牛掘 Džóšú Ušibori                                        |
| 20      | Kopec Goten-yama, Shinagawa na Tókaidó                                            | Kopec Goten-jama, Šinagawa na silnici Tókaidó                                    | 東海 道品川御殿山の不二 Tókaidó Šinagawa Goten-jama no Fudži  |
| 21      | Velká vlna u pobřeží Kanagawy                                                     | Velká vlna u Kanagawy                                                            | 神奈川沖浪裏 Kanagawa oki nami-ura                            |
| 22      | Řeka Tama v provincii Musashi                                                     | Řeka Tama v provincii Musaši                                                     | 武州玉川 Bušú Tamagawa                                        |
| 23      | Hodogoya na Tokaido                                                               | Hodogoja na silnici Tókaidó                                                      | 東海道程ケ谷 Tókaidó Hodogaya                                 |
| 24      | Pláž Shichiri v provincii Sagami                                                  | Pláž Šičiri v provincii Sagami                                                   | 相州七里浜 Sošū Šičiri-ga-hama                                |
| 25      | Enošima v provincii Sagami                                                        | Enošima v provincii Sagami                                                       | 相州江の島 Sošú Enošima                                       |
| 26      | Nakahara v provincii Sagami                                                       | Nakahara v provincii Sagami                                                      | 相州仲原 Sóšú Nakahara                                        |
| 27      | Zátoka Noboto                                                                     | Umezawa v provincii Sagami                                                       | 相州梅沢庄 Sošú umezawanošó                                   |
| 28      | Jezero Hakone v provincii Sagami                                                  | Jezero Hakone v provincii Sagami                                                 | 相州箱根湖水 Sóšú Hakone kosui                                |
| 29      | Průsmyk Mishima v provincii Kai                                                   | Průsmyk Mišima v provincii Kai                                                   | 甲州三嶌越 Kóšú Mišima-goe                                    |
| 30      | Fudži z čajové plantáže v Katakuře v provincii Suruga                             | Fudži z čajové plantáže v Katakuře v provincii Suruga                            | 駿州片倉茶園の不二 Sunšú Katakura čaen no Fudži               |
| 31      | Rýžová pole v Ono v provincii Suruga                                              | Rýžová pole v Ono v provincii Suruga                                             | 駿州大野新田 Sunšú Ōno-šinden                                 |
| 32      | Bouřka pod vrcholem                                                               | Bouře pod vrcholem                                                               | 山下白雨 Sanka hakuu                                          |
| 33      | Jemný vítr, jasno ráno                                                            | Jemný vítr, jasno ráno                                                           | 凱風快晴 Gaifú kaisei                                         |
| 34      | Lezení na Fuji                                                                    | Lezení na Fudži                                                                  | 諸人登山 Šodžin tozan                                         |
| 35      | Ejiri v provincii Suruga                                                          | Edžiri v provincii Suruga                                                        | 駿州江尻 Sunšú Edžiri                                         |
| 36      | Pobřeží zátoky Tago, Ejiri v Tokaido                                              | Pobřeží zátoky Tago, Edžiri v regionu Tókaidó                                    | 東海道江尻田子の浦略図 Tókaidó Edžiri tago-no-urarjakuzu      |
| 37 (1)  | Fudži pohledem ze stanice Kanaya na Tokaido trail                                 | Fudži pohledem z Kanajy na silnici Tókaidó                                       | 東海道金谷の不二 Tókaidó Kanaja no Fudži                      |
| 38 (2)  | V horách Totomi                                                                   | Hora Fudži z hor provincie Tótómi                                                | 遠江山中 Tótóumi sančú                                        |
| 39 (3)  | Stanice Yoshida na Tokaido trail                                                  | Jošida v regionu Tókaidó                                                         | 東海道吉田 Tókaidó Jošida                                     |
| 40 (4)  | Fuji pohledem z rýžových polí v provincii Owari                                   | Fudži pohledem z rýžových polí v provincii Owari                                 | 尾州不二見原 Bišú Fudžimigahara                               |
| 41 (5)  | Senju, provincie Musashi                                                          | Průsmyk Inume, Kóšú                                                              | 甲州犬目峠 Kóšú inume-tóge                                    |
| 42 (6)  | Fudži se odráží v jezeře Kawaguchi, při pohledu z průsmyku Misaka v provincii Kai | Fudži se odráží v jezeře Kawaguči, při pohledu z průsmyku Misaka v provincii Kai | 甲州三坂水面 Kóšú Misaka suimen                               |
| 43 (7)  | Úsvit v Isawě v provincii Kai                                                     | Úsvit v Isawě v provincii Kai                                                    | 甲州伊沢暁 Kóšú Isawa no Akatsuki                             |
| 44 (8)  | Jezero Suwa v provincii Shinano                                                   | Jezero Suwa v provincii Šinano                                                   | 信州諏訪湖 Šinšú Suwa-ko                                      |
| 45 (9)  | Kajikazawa v provincii Kai                                                        | Kadžikazawa v provincii Kai                                                      | 甲州石班沢 Kóšú Kadžikazawa                                   |
| 46 (10) | Fudži od řeky Minobu                                                              | Fudži od řeky Minobu                                                             | 身延川裏不二 Minobu-gawa ura Fudži                            |